# Xiache, Jiangsu
Xiache är en sockenhuvudort i Kina. Den ligger i provinsen Jiangsu, i den östra delen av landet, omkring 260 kilometer norr om provinshuvudstaden Nanjing. Antalet invånare är 38 883. Befolkningen består av 19 573 kvinnor och 19 310 män. Barn under 15 år utgör 21,0 %, vuxna 15-64 år 69 %, och äldre över 65 år 8,0 %.
Runt Xiache är det tätbefolkat, med 613 invånare per kvadratkilometer. Närmaste större samhälle är Banpu, 15,4 km norr om Xiache. Trakten runt Xiache består till största delen av jordbruksmark.
Genomsnittlig årsnederbörd är 1 072 millimeter. Den regnigaste månaden är juli, med i genomsnitt 287 mm nederbörd, och den torraste är januari, med 12 mm nederbörd.